# Andreas Deiß
Andreas Deiß (* 3. April 1807 in Züschen; † 27. Januar 1880 ebenda) war ein deutscher Schreiner, Kommunalpolitiker und Landtagsabgeordneter.

## Leben
Deiß war der Sohn des Schreinermeisters, Kaufmanns und Kastenprovisors Johann Daniel Deiß (1779–1855) und seiner Frau Wilhelmine Catharine, geb. Ritter (1775–1846). 1834 heiratete er Anna Elisabetha Klüppel (1813–1888). Andreas Deiß war Schreinermeister in Züschen und von 1841 bis 1847 Bürgermeister der Stadt. Als Bürgermeister war er von 1841 bis 1847 auch Waldeckischer Landstand.